# La vida, después
La vida, después (en inglés Afterlives) es una novela de ficción histórica publicada en 2020 por el escritor británico nacido en Zanzíbar (Tanzania) y ganador del Premio Nobel, Abdulrazak Gurnah. Es la décima novela del autor y la editorial Bloomsbury Publishing la publicó por primera vez el 17 de septiembre de 2020.

## Trama
La historia de la novela está ambientada principalmente en el contexto de la primera mitad del siglo XX, la trama sigue a cuatro protagonistas que viven en una ciudad sin nombre en la costa suajili de lo que ahora es Tanzania, justo antes de la Primera Guerra Mundial en el África Oriental Alemana hasta unos años después de la independencia.

## Recepción
La novela ha recibido críticas generalmente positivas por parte de la prensa especializada, así David Pilling del Financial Times lo describió como un «libro de belleza y tragedia silenciosas». En una reseña para The Guardian, la escritora estadounidense Maaza Mengiste elogió los detalles narrativos del colonialismo y la descripción de relaciones psicológicamente complicadas, aunque sintió que el final fue apresurado. Refiriéndose a la «exclusión deliberada de una perspectiva africana» de los archivos históricos, así concluye que «En Afterlives, él considera los efectos generacionales del colonialismo y la guerra, y nos pide que consideremos lo que queda después de tanta devastación».

## Premios
En abril de 2021, la novela fue preseleccionada para el Premio Orwell de Ficción Política. y fue seleccionada por el periódico estadounidense The Washington Post como uno de los «Diez mejores libros de 2022».